# 1198
1198 (MCXCVIII) fue un año común comenzado en jueves del calendario juliano.

## Acontecimientos
- 8 de enero: en Roma, es coronado el papa Inocencio III tras la muerte de Celestino III.
- 2 de mayo: en Austria y Bohemia se registra un terremoto.
- 17 de diciembre: en Roma, el papa Inocencio III aprueba la regla de la Orden Trinitaria.
- En Japón termina el reinado del emperador Go-Toba. Lo reemplaza Tsuchimikado.
- La Orden Teutónica se convierte en orden militar.
- Finaliza la construcción del alminar de la Mezquita Mayor de Isbiliya (Sevilla, España), conocida actualmente como "La Giralda" y durante muchos años la torre más alta de Europa.
- Última erupción del volcán Solfarata en Italia

## Nacimientos
- 24 de agosto: Alejandro II, rey escocés (f. 1249).
- Ertuğrul: Bey turco.
- Leonor de León: infanta de León, hija del rey Alfonso IX y de su segunda esposa, la reina Berenguela de Castilla.

## Fallecimientos
- 8 de enero: Celestino III, papa italiano.
- 16 de abril: Federico I, duque austriaco.
- 27 de noviembre: Constanza I de Sicilia, hija póstuma del rey normando Roger II de Sicilia (n. 1154).
- 10 de diciembre: Averroes, filósofo, médico, abogado, matemático y astrónomo cordobés.
- Guillermo de Newburgh (Guillelmus Neubrigensis o William Parvus), historiador inglés, compañero del escritor Walter Map (n. 1136).